# 원석연 (배우)
원석연(1956년 2월 26일 ~ )은 대한민국의 배우이다.

## 생애
1978년 연극배우 첫 데뷔하였다. 이후 그는 텔레비전 연기자로서 KBS 한국방송공사, MBC 문화방송, SBS 서울방송, EBS 한국교육방송공사의 공중파 TV 드라마에서 조연 내지는 단역을 두루 배역하였고 주로 사극 드라마에 다수 출연하였으며 주요 출연작으로 KBS 텔레비전 사극 드라마 《한명회》,《찬란한 여명》,《용의 눈물》, 《왕과 비》, 《태조 왕건》, 《제국의 아침》, 《태양인 이제마》, 《장희빈》,《무인시대》, 《대왕 세종》,《천추태후》, 《근초고왕》, 《공주의 남자》,《대왕의 꿈》,《칼과 꽃》,《조선 총잡이》 등이 있다.

## 출연작

### 연극
- 1986년 《대원군》[1] ... 경원군 이하전 역(단역)
- 1988년 《화랑의 후예》 ... 황일재 역(주연)
- 1991년 《햄릿》 ... 클로디어스 대왕 역(주연)

### TV 드라마
- 1992년 KBS 드라마 《삼국기》
- 1993년 KBS 드라마 《내일은 사랑》
- 1994년 KBS 드라마 《한명회》
- 1994년 MBC 드라마 《야망》
- 1995년 KBS 드라마 《딸부잣집》
- 1995년 EBS 드라마 《언제나 푸른 마음》
- 1995년 KBS 드라마 《찬란한 여명》
- 1996년 KBS 드라마 《용의 눈물》 ... 의안대군 이화 역
- 1998년 KBS 드라마 《왕과 비》 ... 금성대군 이유 역
- 2000년 KBS 드라마 《태조 왕건》... 도우 역
- 2002년 SBS 드라마 《여인천하》
- 2002년 KBS 드라마 《제국의 아침》... 왕함민 역
- 2002년 EBS 드라마 《역사탐구 과거와의 대화》
- 2002년 KBS 드라마 《태양인 이제마》
- 2002년 KBS 드라마 《장희빈》
- 2003년 KBS 드라마 《무인시대》... 승려 수혜 역
- 2003년 EBS 드라마 《역사극장》
- 2003년 SBS 드라마 《왕의 여자》
- 2004년 KBS 드라마 《불멸의 이순신》... 양원 역
- 2006년 KBS 드라마 《서울 1945》 ... 1933년 일제 강점기 평양 소작농 역(초반 투입·초반 하차)
- 2007년 SBS 드라마 《연개소문》... 연개소문의 의제 말갈의 장수 생해 역
- 2009년 KBS 드라마 《천추태후》
- 2011년 KBS 드라마 《근초고왕》
- 2011년 KBS 드라마 《공주의 남자》
- 2013년 KBS 드라마 《대왕의 꿈》
- 2014년 KBS 드라마 《조선 총잡이》

### 라디오 프로그램
- 2015년 EBS FM 《EBS 책 읽는 라디오 낭독 시리즈》